# Pal·les (llibert)
Pal·les (en llatí Pallas) fou un llibert i ministre de l'emperador Claudi i un dels seus grans favorits.

## Biografia
Inicialment fou un esclau d'Antònia Menor, la mare de Claudi, i és esmentat per primer cop l'any 31 quan Antònia li va encarregar portar una carta a l'emperador Tiberi denunciant els projectes ambiciosos de Sejà. A conseqüència d'això, Sejà va ser mort.
No apareix en el regnat de Calígula però al pujar Claudi al tron ja estava entre les seves propietat per herència de la seva mare i li havia donat la manumissió. Junt amb Narcís i Gai Juli Cal·list, dos altres lliberts, va administrar els afers de l'imperi, encara que Narcís era el més enèrgic i va prendre la direcció del govern durant el primer període del regnat de Claudi.
Narcís, quan va veure que Messalina havia de morir per la seva seguretat, va ser l'únic amb prou coratge per matar-la, mentre Pal·les va dubtar fins al darrer moment, ja que tenia una relació poc clara amb l'emperadriu. Així després de l'execució de Messalina la influència de Narcís va esdevenir preponderant, però Pal·les va recuperar aviat el seu antic poder.
Per l'elecció de la nova emperadriu cada un dels tres lliberts tenia una candidata diferent i Pal·les, per la seva sort, va defensar a Agripina Menor, que no va dubtar en procurar-li els seus favors a canvi, i finalment fou l'escollida. Pal·les i Agripina es va unir contra Narcís i van esdevenir els autèntics governants. Fou Pal·les el que va convèncer a Claudi d'adoptar al jove Domici Aenobarb (Neró) fill d'Agripina. Com agraïment, l'any 52 l'emperador Claudi va presentar una llei al senat respecte al càstig de les dones romanes que tinguessin relacions sexuals amb esclaus, i entre els autors de la llei va esmentar a Pal·les perquè el senat li pogués donar una marca de favor, cosa que fou atorgada ràpidament, ja que el senat li va donar les insígnies de pretor i una quantitat de 50 milions de sestercis. Fins i tot Corneli Escipió va atrevir-se a demanar que es donessin públicament les gràcies a Pal·les per estar disposat a ser un dels lliberts de l'emperador encara que descendís dels antics reis d'Arcàdia, i Claudi, va dir que Pal·les seguiria sent el seu llibert i que s'acontentaria amb el seu estat de pobresa, i el senat va aprovar un decret lloant la seva frugalitat, quan en realitat tenia més de tres-cents milions de sestercis. Aquest decret gravat en pedra es va col·locar vora una estàtua de Juli Cèsar. Plini el Jove ho va comentar amb gran indignació quan la va veure a la seva època.
Agripina, que mentre l'emperador visqués no podia estar segura de que el seu fill Neró pugés al tron, va enverinar a Claudi probablement amb l'ajut de Pal·les l'any 54. Narcís, que romania lleial a Claudi i al seu fill Britànic, fou immediatament eliminat. Agripina esperava governar en nom de Neró i Pal·les compartir el poder d'Agripina, però el jove emperador es va cansar aviat dels dos. Primer va privar a Pal·les de tots els seus càrrecs públics i el va fer fora de palau (any 56). Poc després Pal·les fou acusat junt amb Burre d'una conspiració per portar a Corneli Sul·la al tron, però defensat per Sèneca, segons diu Dió Cassi, fou absolt.
Va viure després tranquil durant uns anys fins que la seva gran fortuna va excitar la rapacitat de Neró que el va fer enverinar el 63. Juvenal menciona la seva gran riquesa, i diu que era proverbial, i que quan el llibert es va queixar durant el regnat de Claudi de la pobresa de l'erari imperial, si les fortunes de Pal·les i Narcís haguessin anat al tresor, no hi hauria hagut més problemes econòmics. Tàcit i Dió Cassi mencionen també l'arrogància de Pal·les en les seves decisions de govern.
Pal·les era germà d'Antoni Fèlix que fou nomenat per Claudi governador de Judea, càrrec del qual fou destituït per la seva crueltat, però es va escapar del càstig per la influencia aleshores de Pal·les.